# Demas Hubbard junior
Demas Hubbard junior (* 17. Januar 1806 in Winfield, New York; † 2. September 1873 in Smyrna, New York) war ein US-amerikanischer Jurist und Politiker. Zwischen 1865 und 1867 vertrat er den Bundesstaat New York im US-Repräsentantenhaus.

## Werdegang
Demas Hubbard junior wurde ungefähr sechs Jahre vor dem Ausbruch des Britisch-Amerikanischen Krieges in Winfield im Herkimer County geboren. Er besuchte öffentliche Schulen und verfolgte eine akademische Laufbahn. Hubbard studierte Jura. Nach dem Erhalt seiner Zulassung als Anwalt begann er 1835 in Smyrna zu praktizieren. Zwischen 1838 und 1840 saß er in der New York State Assembly. Er war zwischen 1859 und 1864 Supervisor von Smyrna. Man wählte ihn zum Vorsitzenden im Board of Supervisors von Chenango County. Politisch gehörte er der Republikanischen Partei an.
Bei den Kongresswahlen des Jahres 1864 für den 39. Kongress wurde Hubbard im 19. Wahlbezirk von New York in das US-Repräsentantenhaus in Washington, D.C. gewählt, wo er am 4. März 1865 die Nachfolge von Samuel Franklin Miller antrat. Da er auf eine erneute Kandidatur im Jahr 1866 verzichtete, schied er nach dem 3. März 1867 aus dem Kongress aus.
Nach seiner Kongresszeit ging er wieder seiner Tätigkeit als Anwalt nach. Er starb am 2. September 1873 in Smyrna und wurde auf dem Smyrna East Cemetery beigesetzt.